# Список министров здравоохранения России

## Российская империя

### Главное управление государственного здравоохранения Российской империи
| Имя                                  | Дата вступления в должность | Дата снятия с должности |
| ------------------------------------ | --------------------------- | ----------------------- |
| Рейн, Георгий Ермолаевич (1854—1942) | 1 сентября 1916             | 28 февраля 1917         |

## РСФСР

### Народный комиссариат здравоохранения РСФСР
Образован 18 июля 1918 года.
| Имя                                        | Дата вступления в должность | Дата снятия с должности |
| ------------------------------------------ | --------------------------- | ----------------------- |
| Семашко, Николай Александрович (1874—1949) | 18 июля 1918 года           | 25 января 1930 года     |
| Владимирский, Михаил Фёдорович (1874—1951) | 26 января 1930 года         | 15 февраля 1934 года    |
| Каминский, Григорий Наумович (1895—1938)   | 15 февраля 1934 года        | 15 марта 1937 года      |
| Сергиев, Пётр Григорьевич (1893—1973)      | 15 марта 1937 года          | 14 августа 1937 года    |
| Чесноков, Семён Алексеевич (1901—1974)     | 14 августа 1937 года        | 19 июля 1938 года       |
| Белоусов, Иван Иванович (1894—1963)        | 20 июля 1938 года           | 20 июня 1939 года       |
| Митерёв, Георгий Андреевич (1900—1977)     | 20 июня 1939 года           | 28 февраля 1940 года    |
| Третьяков, Андрей Фёдорович (1905—1966)    | 28 февраля 1940 года        | 15 марта 1946 года      |

15 марта 1946 года преобразован в одноимённое министерство.

### Министерство здравоохранения РСФСР
Образовано 15 марта 1946 года из одноимённого наркомата.
| Имя                                        | Дата вступления в должность         | Дата снятия с должности       |
| ------------------------------------------ | ----------------------------------- | ----------------------------- |
| Третьяков, Андрей Фёдорович (1905—1966)    | 15 марта 1946 года                  | июнь 1946 года                |
| Белецкий, Георгий Николаевич (1901—1964)   | 17 июня 1946 года                   | 3 декабря 1950 года           |
| Ковригина, Мария Дмитриевна (1910—1995)    | 3 декабря 1950 года                 | 28 января 1953 года           |
| Степанов, Владимир Степанович (1900—1999)  | 1 апреля 1953 года                  | 26 марта 1955 года            |
| Курашов, Сергей Владимирович (1910—1965)   | 26 марта 1955 года                  | 12 января 1959 года           |
| Виноградов, Николай Аркадьевич (1910—1977) | 10 апреля 1959 года                 | 14 ноября 1962 года           |
| Трофимов, Владимир Васильевич (1915—1992)  | 10 декабря 1962 года                | 21 апреля 1983 года           |
| Трубилин, Николай Тимофеевич (1929—2009)   | 21 апреля 1983 года                 | 6 января 1986 года            |
| Потапов, Анатолий Иванович (1935—2013)     | 6 января 1986 и. о. 15 июня 1990    | 15 июня 1990 19 сентября 1990 |
| Калинин, Вячеслав Иванович (род. 1940)     | 19 сентября 1990 и. о. 11 июля 1991 | 10 июля 1991 5 декабря 1991   |

30 июля 1991 года постановлением Президиума Верховного Совета РСФСР вместе с Министерством социального обеспечения объединено в Министерство здравоохранения и социального обеспечения РСФСР. При этом не были внесены изменения в Законы РСФСР «О Совете Министров РСФСР» и «О республиканских министерствах и государственных комитетах РСФСР».

### Министерство здравоохранения и социального обеспечения РСФСР
Образовано 30 июля 1991 года в результате объединения Министерств социального обеспечения и здравоохранения. Министр не назначался. 28 ноября 1991 года разделено на Министерство здравоохранения РСФСР и Министерство социальной защиты РСФСР.

### Министерство здравоохранения РСФСР
Восстановлено 28 ноября 1991 года при разделении Министерства здравоохранения и социального обеспечения РСФСР.
| Имя                                   | Дата вступления в должность | Дата снятия с должности |
| ------------------------------------- | --------------------------- | ----------------------- |
| Воробьёв, Андрей Иванович (1928—2020) | 14 ноября 1991              | 25 декабря 1991         |

25 декабря 1991 Верховный Совет РСФСР принял закон о переименовании РСФСР в Российскую Федерацию (РФ). 21 апреля 1992 года Съезд народных депутатов РСФСР внес соответствующие изменения в Конституцию РСФСР, которые вступили в силу 16 мая 1992 года.

## СССР

### Народный комиссариат здравоохранения СССР
Предшествующими органами в сфере медицины и здравоохранения были:
Медико-санитарный отдел при Военно-революционном комитете Петроградского совета (1917—1918, Начальник Барсуков М. И.), Совет Врачебных коллегий при СНК РСФСР (1918—1934, Председатель Винокуров А. Н.), Всесоюзная государственная санитарная инспекция при СНК СССР (1934—1936, Председатель Каминский Г. Н.).
Народный комиссариат здравоохранения СССР был образован 20 июля 1936 года. Ему были переданы некоторые функции Народного комиссариата здравоохранения РСФСР.
| Имя                                                    | Дата вступления в должность | Дата снятия с должности |
| ------------------------------------------------------ | --------------------------- | ----------------------- |
| Каминский, Григорий Наумович (1895—1938)               | 20 июля 1936                | 26 июня 1937            |
| Канторович, Соломон Ильич (1892—1937), и. о.           | 1 июля 1937                 | 31 июля 1937            |
| Болдырев, Михаил Фёдорович (1894—1939)                 | 2 августа 1937              | 16 июля 1938            |
| Проппер-Гращенков, Николай Иванович (1898—1965), и. о. | 17 июля 1938                | 8 сентября 1939         |
| Митерев, Георгий Андреевич (1900—1977)                 | 8 сентября 1939             | 15 марта 1946           |

15 марта 1946 года преобразован в одноимённое министерство.

### Министерство здравоохранения СССР
Образовано 15 марта 1946 года из одноимённого наркомата. 14 июня 1946 года из него выделено Министерство медицинской промышленности СССР.
| Имя                                              | Дата вступления в должность          | Дата снятия с должности        |
| ------------------------------------------------ | ------------------------------------ | ------------------------------ |
| Митерев, Георгий Андреевич (1900—1977)           | 19 марта 1946                        | 17 февраля 1947                |
| Смирнов, Ефим Иванович (1904—1989)               | 17 февраля 1947                      | 9 декабря 1952                 |
| Шабанов, Александр Николаевич (1904—1982), и. о. | 9 декабря 1952                       | 27 января 1953                 |
| Третьяков, Андрей Фёдорович (1905—1966)          | 27 января 1953                       | 1 марта 1954                   |
| Ковригина, Мария Дмитриевна (1910—1995)          | 1 марта 1954                         | 12 января 1959                 |
| Курашов, Сергей Владимирович (1910—1965)         | 12 января 1959                       | 27 августа 1965                |
| Петровский, Борис Васильевич (1908—2004)         | 8 сентября 1965                      | 12 декабря 1980                |
| Буренков, Сергей Петрович (1923—2004)            | 12 декабря 1980                      | 26 декабря 1986                |
| Щепин, Олег Прокопьевич (1932—2019), и. о.       | 26 декабря 1986                      | 17 февраля 1987                |
| Чазов, Евгений Иванович (1929—2021)              | 17 февраля 1987                      | 29 марта 1990                  |
| Денисов, Игорь Николаевич (1941—2021)            | 18 апреля 1990 и. о. 28 августа 1991 | 28 августа 1991 26 ноября 1991 |

Упразднено c 1 декабря 1991 на основании Постановления Государственного совета СССР от 14 ноября 1991 года.

### Министерство медицинской промышленности СССР
Выделено 14 июня 1946 года из Министерства здравоохранения СССР.
| Имя                                     | Дата вступления в должность | Дата снятия с должности |
| --------------------------------------- | --------------------------- | ----------------------- |
| Третьяков, Андрей Фёдорович (1905—1966) | 14 июня 1946                | 1 марта 1948            |

1 марта 1948 года преобразовано в Главное управление медицинской промышленности Министерства здравоохранения СССР.
Вновь образовано 25 апреля 1967 года.
| Имя                                            | Дата вступления в должность | Дата снятия с должности |
| ---------------------------------------------- | --------------------------- | ----------------------- |
| Гусенков, Пётр Васильевич (1905—1975)          | 25 апреля 1967              | 26 января 1975          |
| Мельниченко, Афанасий Кондратьевич (1923—2008) | 22 мая 1975                 | 21 ноября 1985          |

21 ноября 1985 года преобразовано в Министерство медицинской и микробиологической промышленности СССР.
В третий раз образовано 27 июня 1989 года на базе Министерства медицинской и микробиологической промышленности СССР.
| Имя                                   | Дата вступления в должность | Дата снятия с должности |
| ------------------------------------- | --------------------------- | ----------------------- |
| Быков, Валерий Алексеевич (род. 1938) | 17 июля 1989                | 1 апреля 1991           |

Упразднено 1 апреля 1991 года.

### Министерство медицинской и микробиологической промышленности СССР
Образовано 21 ноября 1985 года на базе Министерства медицинской промышленности СССР и Главного управления микробиологической промышленности при СМ СССР.
| Имя                                   | Дата вступления в должность | Дата снятия с должности |
| ------------------------------------- | --------------------------- | ----------------------- |
| Быков, Валерий Алексеевич (род. 1938) | 29 ноября 1985              | 27 июня 1989            |

27 июня 1989 года преобразовано в Министерство медицинской промышленности СССР.

## Российская Федерация

#### Министерство здравоохранения Российской Федерации
| Имя                                      | Дата вступления в должность | Дата снятия с должности |
| ---------------------------------------- | --------------------------- | ----------------------- |
| Воробьёв, Андрей Иванович (1928—2020)    | 25 декабря 1991             | 23 декабря 1992         |
| Нечаев, Эдуард Александрович (род. 1934) | 23 декабря 1992             | 10 января 1994          |

10 января 1994 года преобразовано в Министерство здравоохранения и медицинской промышленности Российской Федерации.

### Министерство здравоохранения и медицинской промышленности Российской Федерации
Образовано 10 января 1994 года на базе Министерства здравоохранения Российской Федерации.
| Имя                                            | Дата вступления в должность | Дата снятия с должности |
| ---------------------------------------------- | --------------------------- | ----------------------- |
| Нечаев, Эдуард Александрович (род. 1934)       | 10 января 1994              | 28 ноября 1995          |
| Царегородцев, Александр Дмитриевич (род. 1946) | 5 декабря 1995              | 14 августа 1996         |

14 августа 1996 года преобразовано в Министерство здравоохранения Российской Федерации, вопросы медицинской промышленности переданы Министерству промышленности Российской Федерации.

### Министерство здравоохранения Российской Федерации
Образовано 14 августа 1996 года на базе Министерства здравоохранения и медицинской промышленности Российской Федерации.
| Имя                                       | Дата вступления в должность | Дата снятия с должности |
| ----------------------------------------- | --------------------------- | ----------------------- |
| Дмитриева, Татьяна Борисовна (1951—2010)  | 22 августа 1996             | 5 мая 1998              |
| Рутковский, Олег Всеволодович (1947—2008) | 5 мая 1998                  | 30 сентября 1998        |
| Стародубов, Владимир Иванович (род. 1950) | 30 сентября 1998            | 12 мая 1999             |
| Шевченко, Юрий Леонидович (род. 1947)     | 5 июля 1999                 | 9 марта 2004            |

9 марта 2004 года упразднено.

### Министерство здравоохранения и социального развития Российской Федерации
Образовано 9 марта 2004 года на базе Министерства здравоохранения Российской Федерации и Министерства труда и социального развития Российской Федерации.
| Имя                                      | Дата вступления в должность | Дата снятия с должности |
| ---------------------------------------- | --------------------------- | ----------------------- |
| Зурабов, Михаил Юрьевич (род. 1953)      | 9 марта 2004                | 24 сентября 2007        |
| Голикова, Татьяна Алексеевна (род. 1966) | 24 сентября 2007            | 21 мая 2012             |

21 мая 2012 года разделено на Министерство здравоохранения Российской Федерации и Министерство труда и социальной защиты Российской Федерации.

### Министерство здравоохранения Российской Федерации
Образовано 21 мая 2012 года при разделении Министерства здравоохранения и социального развития Российской Федерации на Министерство здравоохранения Российской Федерации и Министерство труда и социальной защиты Российской Федерации.
| Имя                                      | Дата вступления в должность | Дата снятия с должности |
| ---------------------------------------- | --------------------------- | ----------------------- |
| Скворцова, Вероника Игоревна (род. 1960) | 21 мая 2012                 | 21 января 2020          |
| Мурашко, Михаил Альбертович (род. 1967)  | 21 января 2020              | по настоящее время      |